# سیپریان نوروید
سیپریان کمیل نوروید (تلفظ لهستانی: [ˈt͡sɨprjan ˈnɔrvit]) تا ۲۳ می ۱۸۸۳، نمایشنامه‌نویس، نقاشی، مجسمه‌ساز و فیلسوف لهستانی بوده‌است او اکنون به عنوان یکی از چهار شاعر مهم رمانتیک لهستانی در نظر گرفته می‌شود، اگرچه محققان هنوز در مورد اینکه آیا او به عنوان یک رمانتیک متاخر یا یک مدرنیست اولیه توصیف می‌شود، بحث می‌کنند.
نوروید زندگی غم‌انگیز و غالباً فقرزده‌ای داشت. او مشکلات سلامتی فزاینده، عشق نافرجام، نقدهای تند انتقادی و افزایش انزوای اجتماعی را تجربه کرد. او بیشتر عمر خود را در خارج از کشور زندگی کرد و در بیست سالگی سرزمین‌های لهستان را ترک کرد. او پس از سفر کوتاهی به اروپای غربی در جوانی و سفر کوتاهی به ایالات متحده آمریکا، جایی که به عنوان تصویرگر کار می‌کرد، عمدتاً در پاریس زندگی کرد و سرانجام در آنجا درگذشت.
سبک اصیل و ناسازگار نوروید که در جوانی به عنوان یک «ستاره در حال ظهور» در نظر گرفته می‌شد، در طول زندگی اش مورد قدردانی قرار نگرفت. تا حدودی به این دلیل، او از جامعه بالا طرد شد. آثار او تنها پس از مرگش توسط جنبش لهستان جوان در اواخر قرن نوزدهم و اوایل قرن بیستم دوباره کشف و قدردانی شد. امروزه تأثیرگذارترین اثر او Vade-mecum است، مجموعه ای وسیع از آیات که او در سال ۱۸۶۶ به پایان رساند. بسیاری از آثار او، از جمله Vade-mecum، در طول زندگی اش منتشر نشده باقی ماند.

## زندگی

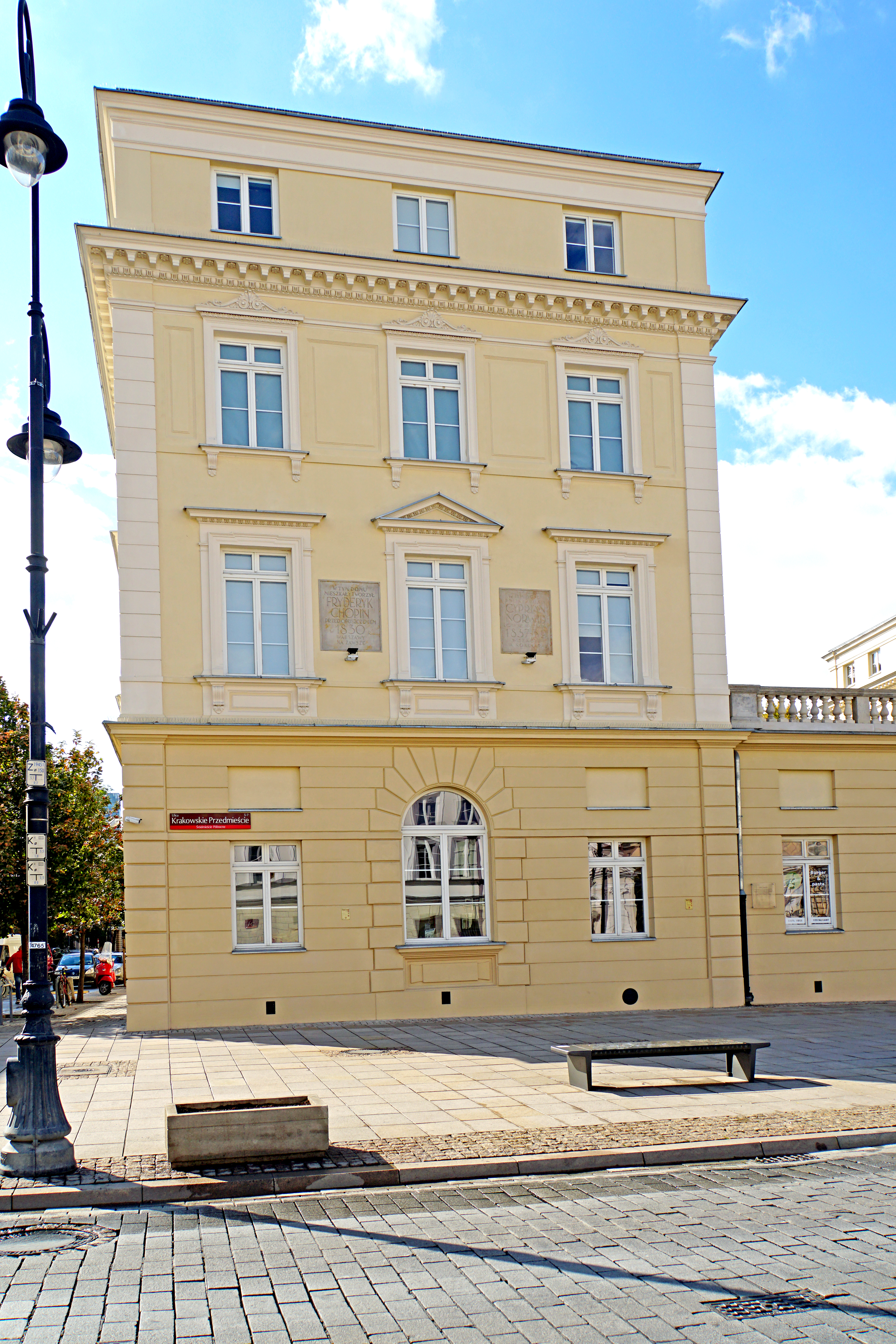
ضمیمه جنوبی کاخ چاپسکی (کراکوفسکیه پشدمیشچیه، ورشو)، جایی که شوپن تا سال ۱۸۳۰ در آن زندگی می‌کرد. در سالهای ۱۸۳۹_۱۸۳۷ نوروید در اینجا نقاشی خواند.

### جوانی
سیپریان نوروید در ۲۴ سپتامبر ۱۸۲۱ در خانواده ای از اشراف کوچک لهستانی، لیتوانیایی با نشان توپور دنیا آمد در روستای مازوویی لاسکو، گووخه در نزدیکی ورشو، پدرش یک کارمند کوچک دولتی بود. یکی از اجداد مادری او پادشاه لهستان جان سوم سوبیسکی بود.
سیپریان نوروید و برادرش زود یتیم شدند. مادرش زمانی که سیپریان چهار ساله بود درگذشت و در سال ۱۸۳۵ پدرش نیز درگذشت: نوروید در آن زمان ۱۴ ساله بود. سیپریان و برادرش در بیشتر دوران کودکی خود در مدارس ورشو تحصیل کردند. در سال ۱۸۳۶ نوروید تحصیلات خود را قطع کرد (در حالی که کلاس پنجم را تمام نکرده بود) و وارد یک مدرسه خصوصی نقاشی شد و زیر نظر الکساندر کوکولار و تحصیل کرد. تحصیلات رسمی ناقص او او را مجبور به تبدیل شدن به یک خودآموز کرد، و در نهایت او دوازده زبان را آموخت.
اولین هجوم نوروید به حوزه ادبی در نشریه پیسمین کاروژو رخ داد که اولین شعر او را با نام موژ استانی سینیت (آخرین غزل من) در شماره ۸ دهه ۱۸۴۰ منتشر کرد. در آن سال ده شعر و یک داستان کوتاه منتشر کرد. شعرهای اولیه او با استقبال خوبی از سوی منتقدان مواجه شد و او مهمان پذیرایی در سالن‌های ادبی ورشو شد. شخصیت او در آن زمان به عنوان یک «شبکه» و «ستاره در حال ظهور» از نسل جوان شاعران لهستانی توصیف می‌شود. در ۱۸۴۲_۱۸۴۱ او به همراه در کنگره لهستان سفر کرد.

### اروپا

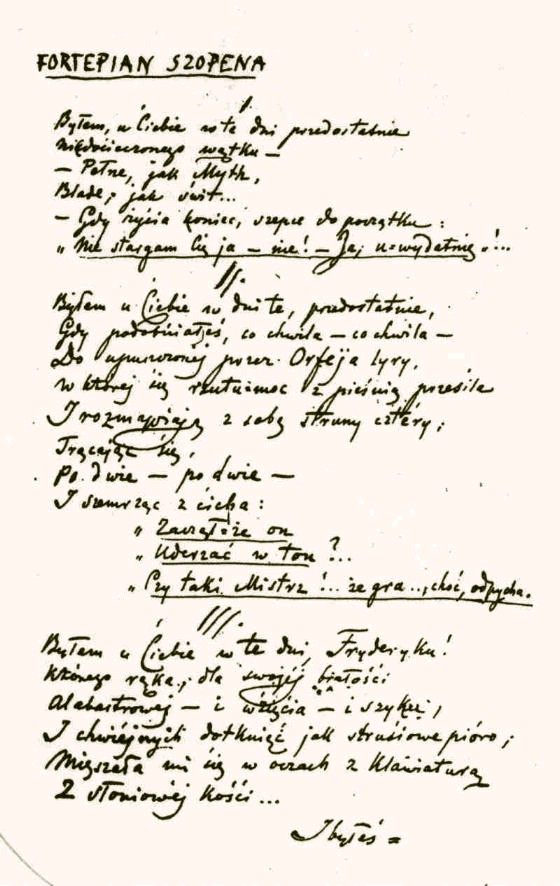
دست نوشته «پیانوی شوپن»

در سال ۱۸۴۲ نوروید وجوه ارثی و همچنین یک بورس تحصیلی خصوصی برای تحصیل مجسمه‌سازی دریافت کرد و لهستان را ترک کرد و دیگر برنگشت. ابتدا به درسدن آلمان رفت. او بعداً از ونیز و فلورانس در ایتالیا نیز دیدن کرد. در فلورانس برای یک دوره مجسمه‌سازی در دانشکده هنرهای زیبای فلورانس ثبت نام کرد. بازدید او از ورونا منجر به شعری شد با نام (در ورونا) چندین سال بعد منتشر شد. پس از اقامت در رم در سال ۱۸۴۴، جایی که برای چندین سال به‌طور منظم در کافه گورو مشغول به کار شد، نامزدش کامیلا نامزدی آنها را قطع کرد. بعداً با ماریا کالرگیس، نسلرود آشنا شد. آنها با هم آشنا شدند، اما خواستگاری او با او و بعداً بانوی منتظرش، ماریا تربیکا، با شکست به پایان رسید. شاعر سپس به برلین سفر کرد و در آنجا در سخنرانی‌های دانشگاه و جلساتی با محلی پولونیا شرکت کرد. زمانی بود که نوروید ارتباطات اجتماعی، هنری و سیاسی زیادی برقرار کرد. در آن زمان او پاسپورت روسی خود را نیز گم کرد و پس از امتناع از پیوستن به خدمات دیپلماتیک روسیه، مقامات روسی دارایی او را مصادره کردند. او همچنین به دلیل تلاش برای بازگشت به روسیه بدون پاسپورت دستگیر شد و اقامت کوتاه او در زندان برلین منجر به ناشنوایی نسبی شد. نوروید پس از اینکه در سال ۱۸۴۶ مجبور به ترک پروس شد، به بروکسل رفت. در طول انقلاب‌های اروپایی ۱۸۴۸، او در رم ماند و در آنجا با روشنفکران لهستانیآدام میکیویچ و زیگمونت کراسینسکی ملاقات کرد.
نوروید در طول سال‌های ۱۸۵۲_۱۸۴۹ در پاریس زندگی می‌کرد و در آنجا با دیگر لهستانی‌ها فردریک شوپن و جولیوس اسلوواکی و همچنین هنرمندان مهاجر دیگری مانند روس‌ها ایوان تورگنیف و الکساندر هرزن و روشنفکران دیگری مانند ژول میشله (بسیاری در اِما) ملاقات کرد. سالن هرویگ). مشکلات مالی، عشق نافرجام، سوءتفاهم‌های سیاسی و استقبال منفی منتقدان از آثار او نوروید را در وضعیتی بد قرار می‌دهد. او در فقر زندگی می‌کرد و گاهی مجبور می‌شد به عنوان یک کارگر ساده کار کند. او همچنین از نابینایی و ناشنوایی پیشرونده رنج می‌برد، اما با این حال موفق شد مطالبی را در نشریه پاریسی زبان لهستانی گونیک پولسکی و مکان‌های مشابه منتشر کند. در سال ۱۸۴۹ چندین شعر او منتشر شد، شعرهایی که در میان شعرهای دیگر او گنجانده شد. (آهنگ اجتماعی). از دیگر آثار برجسته او در آن دوره می‌توان به درام اشاره کرد و عهدنامه شعر فلسفی در مورد ماهیت هنر، هر دو در سال ۱۸۵۱ منتشر شدند. پرومتیدیون، رساله ای طولانی در باب زیبایی‌شناسی در منظوم، «نخستین قطعه مهم نوشته نوروید» نامیده شده‌است. اما با استقبال خوبی از سوی منتقدان معاصر مواجه نشد. در آن سال نیز او دست نوشته‌های درام را به پایان رساند و و شعر بما پوچیکی (راپسودی تشییع جنازه به یاد ژنرال بم).

### ایالات متحده
نوروید تصمیم گرفت در پاییز ۱۸۵۲ به ایالات متحده مهاجرت کند و از ولادیسلاو زامویسکی، یک نجیب‌زاده و بشردوست لهستانی حمایت مالی دریافت کرد. در ۱۱ فوریه ۱۸۵۳، پس از یک سفر دلخراش که طی آن، با کشتی مارگارت ایوانز به شهر نیویورک رسید و در آنجا مشاغل عجیبی داشت، از جمله در یک شرکت گرافیک. او در ساخت آلبوم یادبود نمایشگاه کریستال پالاس و نمایشگاه صنعت همه ملل مشارکت داشت. تا پاییز، او از وقوع جنگ کریمه مطلع شد. این، و همچنین ناامیدی او از آمریکا، که احساس می‌کرد فاقد «تاریخ» بود، او را به فکر بازگشت به اروپا انداخت و به میکیویچ و هرزن نامه نوشت و از آنها کمک خواست.

### بازگشت به پاریس
در آوریل ۱۸۵۴، نوروید به همراه شاهزاده به اروپا بازگشت. او در انگلستان زندگی می‌کرد و با کمک کراسینسکی سرانجام توانست تا دسامبر همان سال به پاریس بازگردد. در طی چند سال بعد نوروید توانست چندین اثر مانند شعر و (کوییدام. یک داستان، ۱۸۵۷) و داستان‌های جمع‌آوری شده در (گل سیاه) و (گلهای سفید)، منتشر شده در در ۱۸۵۶–۱۸۵۷. او در سال ۱۸۶۰ یک سلسله سخنرانی متشکل از شش سخنرانی در مورد جولیوس اسلوواکی ارائه کرد که سال بعد منتشر شد. ۱۸۶۲ شاهد انتشار برخی از اشعار او در گلچین پوژه (اشعار) در بروخاس لایپزیگ بودیم. او علاقه شدیدی به وقوع قیام ژانویه ۱۸۶۳ (شورش لهستانی-لیتوانیایی علیه امپراتوری روسیه) داشت. اگرچه نوروید به دلیل وضعیت نامناسبش نمی‌توانست شخصاً شرکت کند، اما امیدوار بود که شخصاً با تأسیس یک روزنامه یا مجله بر نتیجه رویداد تأثیر بگذارد. اما آن پروژه به نتیجه نرسید. او در سال ۱۸۶۵ (پیانوی شوپن) به عنوان یکی از آثار او در واکنش به قیام ژانویه دیده می‌شود. مضمون شعر دفاع نظامیان روسی در سال ۱۸۶۳ از پیانوی شوپن از مدرسه موسیقی نوروید است که در جوانی خود در آن شرکت می‌کرد.
نوروید به نوشتن ادامه داد، اما بیشتر کارهای او با استقبال کمی روبرو شد. او این را پذیرفت و حتی در یکی از آثارش نوشت: «پسران از کنار این نوشته می‌گذرند، اما تو، نوه دور من، آن را خواهی خواند… وقتی دیگر نباشم» (، دست‌ها با کف زدن متورم شدند…، ۱۸۵۸).

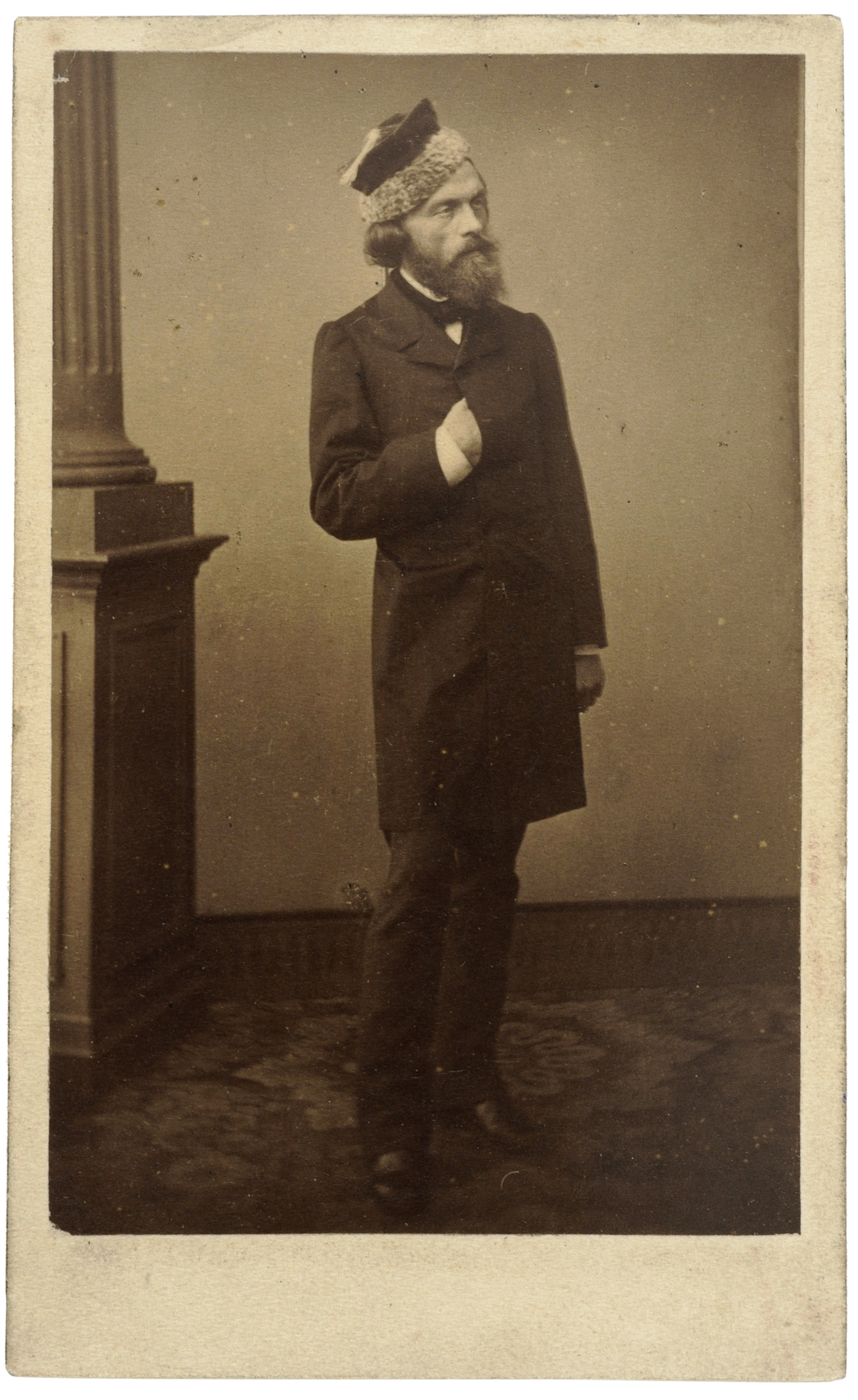
نوروید، پاریس، ۱۸۶۱

در سال ۱۸۶۶، شاعر کار خود را در به پایان رساند، مجموعه ای وسیع از آیات. با این حال، علیرغم بیشترین تلاش‌های او تا دهه‌ها بعد نتوانست منتشر شود. یکی از دلایل این امر شامل کوتاهی شاهزاده ولادیسلاو چارتوریسکی در دادن وامی که به شاعر داده بود بود. نوروید در سال‌های بعد در فقر شدید زندگی می‌کرد و از سل رنج می‌برد. در طول جنگ فرانسه و پروس در سال ۱۸۷۰، بسیاری از دوستان و حامیان او با رویدادهای جهانی پریشان شدند: نوروید گرسنگی را تجربه کرد و سلامتی او بیشتر بدتر شد. مشکلات مادی او را از نوشتن بازنداشت: در سال ۱۸۶۹ او نوشت. (شعری در باب آزادی کلام) رساله ای طولانی در منظوم در مورد تاریخ الفاظ که در آن زمان مورد استقبال قرار گرفت. سال بعد او شعری نوشت، شعری منعکس کننده دیدگاه‌های او در مورد عشق مسیحی است که شاعر مجارستانی جورج گوموری آن را «موفق‌ترین شعر روایی نوروید» نامید. در آن سال‌ها او سه نمایشنامه دیگر به نام‌های کمدی. (بازیگر. کمدی-درام، ۱۸۶۷)، (پشت صحنه، ۱۸۶۶_۱۸۶۵)، و (حلقه یک بانوی بزرگ، ۱۸۷۲)، که گوموری آن را به عنوان «ژانر واقعی در تئاتر» نوروید ستود. نمایشنامه اخیر به پربازدیدترین قطعه تئاتر نوروید تبدیل شد، اگرچه مانند بسیاری از آثار او، مدتها پس از مرگ او به رسمیت شناخته شد (در سال ۱۹۳۳ به چاپ رسید و در سال ۱۹۳۴ روی صحنه رفت).
در سال ۱۸۷۷ پسر عموی او، نوروید را به  منتقل کرد به حومه پاریس در ایوری. آن مکان، که توسط راهبه‌های لهستانی اداره می‌شد، خانه بسیاری از مهاجران لهستانی فقیر بود. در آنجا، نوروید با تئودور ژلوویکی دوست شد که از او حمایت مادی نیز کرد. برخی از آخرین کارهای او شامل نمایشنامه کمدی است. (عشق ناب در حمام دریا، ۱۸۸۰)، رساله فلسفی (سکوت، ۱۸۸۲)، و رمان‌های (نوشته شده در فرانسه ۱۸۸۲_۱۸۸۳)، استیگمات (ستیگاما ۱۸۸۱_۱۸۸۲)(راز لرد سینگلورث، ۱۸۳۳). او همچنین در طول زندگی خود نامه‌های زیادی نوشت که بیش از هزار مورد از آنها باقی ماند تا توسط دانشمندان مورد مطالعه قرار گیرد.
نوروید در آخرین ماه‌های زندگی‌اش ضعیف و بستری بود. او اغلب گریه می‌کرد و حاضر نمی‌شد با کسی صحبت کند. او در صبح روز ۲۳ مه ۱۸۸۳ درگذشت ژیلیکی و کولیزوکی شخصاً هزینه‌های خاکسپاری را پرداخت کردند و در مراسم خاکسپاری نورید نیز فرانک دوشسکی شرکت کردند. پس از ۱۵ سال بودجه نگهداری از قبر او خشک شد و جسد او به گور دسته جمعی مهاجران لهستانی منتقل شد.

## مضامین و دیدگاه‌ها
سبک اولیه نوروید را می‌توان به عنوان متعلق به سنت رمانتیسیسم طبقه‌بندی کرد، اما به زودی فراتر از آن تکامل یافت. برخی از محققان نوروید را نماینده رمانتیسیسم متأخر می‌دانند، در حالی که برخی دیگر او را مدرنیست اولیه می‌دانند. منتقد ادبی لهستانی، تامارا تروجانوفسکا و جوانا نیژینسکا نوروید را "یک "کودک دیررس" و همزمان منتقد بزرگ رمانتیسم" و "اولین شاعر پسا رمانتیک لهستان توصیف کردند. دانوتا بورچارت که برخی از اشعار نوروید را به انگلیسی ترجمه کرد، نوشت که «آثار نوروید به رمانتیسم متأخر تعلق دارد. با این حال، او به قدری اصیل بود که محققان نمی‌توانند کار او را در هیچ دوره ادبی خاصی کبوتر کنند.» چسلاو میلوش، شاعر لهستانی و برنده جایزه نوبل، نوشت که نوروید استقلال کامل خود را از جریان‌های ادبی آن روز حفظ کرد". این را می‌توان در داستان‌های کوتاه او مشاهده کرد، که برخلاف روند رایج قرن نوزدهم برای نوشتن نثر واقع‌گرایانه بود و در عوض به‌درستی به عنوان «مثل‌های مدرن» توصیف می‌شد.

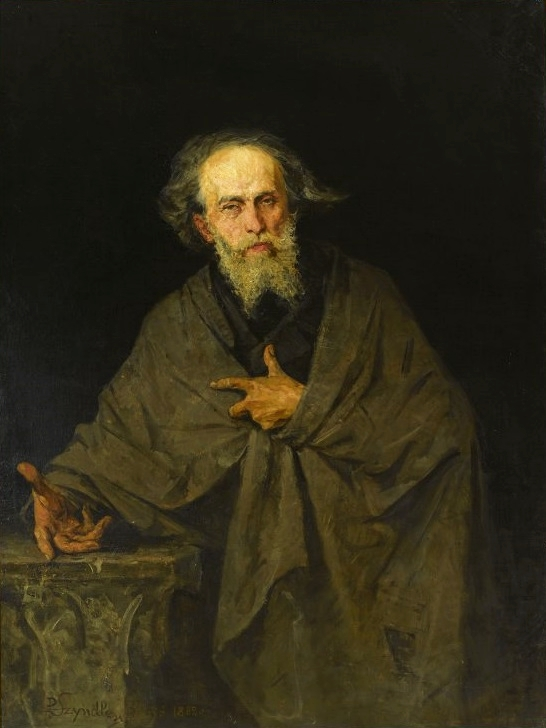
نوروید در سال ۱۸۸۲

منتقدان و مورخان ادبی سرانجام به این نتیجه رسیدند که نوروید در طول زندگی‌اش توسط معاصرانش طرد شد زیرا آثارش بسیار منحصر به فرد بودند. سبک او به‌طور فزاینده ای از اشکال و مضامین رایج آن زمان که در رمانتیسم و پوزیتیویسم یافت می‌شد، فاصله می‌گرفت و موضوعات آثار او نیز اغلب با دیدگاه‌های سیاسی لهستانی‌های مهاجر همسو نبود. سبک او به دلیل «معروف بودن و بیش از حد مغزی بودن» و داشتن «نحوهٔ نامفهوم» مورد انتقاد قرار گرفت. امروزه نیز عده ای از محققان از آثار او در این زمینه با عنوان «تاریک» به معنای «عجیب» یا «درک مشکل» یاد می‌کنند.
در حالی که نوروید نئولوژیزم‌ها را ایجاد نکرد، کلمات را تغییر می‌داد که تغییرات جدیدی از زبان موجود ایجاد می‌کرد، و همچنین نحو و نشانه‌گذاری را آزمایش کرد، برای مثال از طریق استفاده از کلمات خط‌دار، که در زبان لهستانی غیرمعمول هستند. . بسیاری از آثار او دارای قافیه هستند، اگرچه برخی به عنوان پیش‌درآمدی برای شعر آزاد در نظر گرفته می‌شوند که بعدها در شعر لهستانی رایج تر شد. از الگوی هجایی، به‌طور هدفمند ابیات خود را می‌خواند.
در حالی که نوروید برای قهرمانان تحسین رمانتیک را نشان می‌دهد، تقریباً هرگز به مفهوم عشق رمانتیک نمی‌پردازد. آثار او عمیقاً فلسفی و سودمند تلقی می‌شوند و او «هنر برای هنر» را رد کرد. تصویر او از شخصیت‌های زن به‌عنوان توسعه‌یافته‌تر از بسیاری از هم‌عصرانش، که شخصیت‌های زنانه‌شان تک‌بعدی‌تر بودند، ستایش شده‌است. بورچارت عقاید خود را اینگونه خلاصه کرد: «مردی که عمیقاً از نوع بشر مضطرب و ناامید است، اما به رستگاری نهایی آن امیدوار است». میلوش خاطرنشان کرد که نوروید از کنایه استفاده می‌کرد (در مقایسه استفاده او از آن با ژول لافورگ یا تی اس الیوت)، اما «آنقدر در نمادها و تمثیل‌ها پنهان بود» که اغلب خوانندگان آن را از دست می‌دادند. او همچنین استدلال کرد که نوروید "بی‌تردید… "روشنفکرترین" شاعری است که تا به حال به زبان لهستانی نوشته‌است، اگرچه کمبود مخاطب "به او اجازه داده‌است تا در چنین شکنجه‌ای از زبان افراط کند که برخی از سطرهایش به طرز ناامیدکننده‌ای مبهم هستند."
آثار نوروید بیش از زمینه‌های صرفاً لهستانی را نشان می‌داد و از نمادشناسی پان اروپایی و یونانی-مسیحی استفاده می‌کرد. آنها همچنین دیدگاه‌های مسیحی ارتدکس و کاتولیک رومی را تأیید کردند. در واقع گوموری استدلال می‌کند که یکی از موضوعات اصلی او «وضعیت و آینده تمدن مسیحی» بود. میلوش به‌طور مشابه خاطرنشان کرد که نوروید تمدن را رد نمی‌کند، اگرچه او به برخی از جنبه‌های آن انتقاد داشت. او تاریخ را داستانی از پیشرفت می‌دانست که «شهادت را در زمین بی‌نیاز می‌کند». ارجاعات تاریخی در آثار نوروید رایج است که میلوش آن را تحت تأثیر «تاریخ‌گرایی شدید» توصیف می‌کند. اقامت نوروید در آمریکا نیز او را به حامی جنبش الغا گرایی تبدیل کرد و در سال ۱۸۵۹ دو شعر در مورد جان براون دی اوبا جان براون (به شهروند جان براون) و جان براون نوشت. یکی دیگر از موتیف‌های تکرار شونده در آثار او اهمیت کار، به ویژه در زمینه کار هنری، با بحث‌های او در مورد موضوعاتی مانند نحوه جبران خسارت هنرمندان در جامعه سرمایه‌داری بود، اگرچه میلوش خاطرنشان کرد که نوروید یک سوسیالیست نیست.
کار نوروید نیز عمیقاً فلسفی تلقی شده‌است. میلوش همچنین خاطرنشان کرد که برخی نوروید را بیش از یک هنرمند فیلسوف می‌دانند و در واقع نوروید از جمله فیلسوفانی مانند استانیسلاو برزوفسکی الهام گرفته‌است. با این وجود، میلوش با این تصور مخالف است و به نقل از میسیسلاو جاسترون نوشت که نوروید «اول از همه یک هنرمند بود، اما هنرمندی که جالب‌ترین مطالب برای او تفکر، تأمل و تجربه فرهنگی نوع بشر است».

## میراث و بزرگداشت
پس از مرگ او، بسیاری از آثار نوروید فراموش شدند. تا اوایل قرن بیستم، در دوره لهستان جوان، ظرافت و سبک او مورد قدردانی قرار گرفت. در آن زمان، آثار او توسط زنون پرژسمیکی، شاعر و منتقد ادبی لهستانی که عضو آکادمی ادبیات لهستان بود، کشف و محبوبیت یافت. پریزمیکی شروع به انتشار مجدد آثار نوروید کرد. ۱۸۹۷، و تصویری ماندگار از او، یکی از «افسانه‌های دراماتیک شاعر نفرین شده» خلق کرد.
"کارهای جمع آوری شده" نوروید (دزیلا زابراون) در سال ۱۹۶۶ توسط منتشر شد، شرح حال و مفسر نورویدی. مجموعه نمادین کامل آثار نوروید در طول ۱۹۷۱_۱۹۷۶ با نام پیسما وزیک("کارهای جمع آوری شده") منتشر شد. شامل ۱۱ جلد، شامل تمام شعر نوروید و همچنین نامه‌ها و بازتولید آثار هنری او است.
در ۲۴ سپتامبر ۲۰۰۱، ۱۱۸ سال پس از مرگ او، یک کوزه با خاک از گور جمعی که نورید در گورستان مونت مورنسی پاریس دفن شده بود، در " به خاک سپرده شد. " در کلیسای جامع واول در آنجا، بقایای نوروید در کنار بقایای شاعران دیگر لهستانی، آدام میکیویچ و جولیوس اسلوواکی قرار داده شد. اسقف اعظم کراکوف، کاردینال فرانسیسک ماچارسکی، طی مراسمی که در کلیسای جامع برگزار شد، گفت که درهای دخمه "برای پذیرایی از شاعر بزرگ، سیپریان نورید، به کلیسای جامع سلطنتی واول باز شده‌است، زیرا او با پادشاهان برابر بود".
در سال ۲۰۲۱، در دویستمین سالگرد تولد نوروید، برادران استفن و تیموتی کوی فیلم کوتاهی با عنوان Vade-mecum دربارهٔ زندگی و کار این شاعر تولید کردند تا میراث او را در بین مخاطبان خارجی تبلیغ کنند.
نوروید را اغلب چهارمین شاعر مهم رمانتیسیسم لهستانی می‌دانند و چهارمین شاعر از سه بارد نامیده می‌شود. در واقع، برخی از منتقدان ادبی اواخر قرن بیستم لهستان نسبت به ارزش آثار کراسینسکی تردید داشتند و نوروید را به جای چهارمین بارد سوم می‌دانستند. نوروید که در لهستان شناخته شده‌است و بخشی از برنامه‌های درسی مدارس لهستان است، با این وجود در دنیای انگلیسی زبان مبهم باقی مانده‌است. جوزف برادسکی و توماس ونکلوا او را به عنوان بهترین شاعر قرن نوزدهم ستودند. میلوش خاطرنشان می‌کند که او به عنوان «پیشرو شعر مدرن لهستانی» شناخته شده‌است.
زندگی و کار نوروید در معرض تعدادی از درمان‌های علمی قرار گرفته‌است. اینها شامل مجموعه مقالات انگلیسی زبان دربارهٔ او است که پس از کنفرانسی در سال ۱۹۸۳ که برای بزرگداشت قرن از مرگ او برگزار شد شعرهایی یا تک نگاری‌هایی منتشر شد. پائتو ویکو شاعر قرن نوزدهم). یک مجله دانشگاهی اختصاص داده شده به مطالعه نوروید، از سال ۱۹۸۳ منتشر شده‌است

## آثار

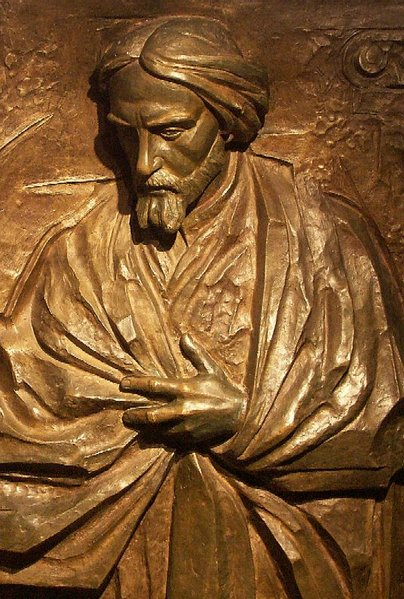
نقش برجسته نوروید، کلیسای جامع واول

نوروید آثار متعددی از شعرها، اعم از حماسی و کوتاه گرفته تا نمایشنامه، داستان کوتاه، مقاله و نامه نوشت. به گفته میلوش در طول زندگی او و گوموری، او تنها یک جلد بزرگ شعر (در سال ۱۸۶۲) منتشر کرد (اگرچه بورچارت جلد دیگری را از سال ۱۸۶۶ ذکر می‌کند). بورچارت آثار اصلی خود پرامسیون و آد لیونس می‌داند! میلوش ویدا میکوم را به عنوان تأثیرگذارترین اثر نوروید تصدیق کرد، اما همچنین بما پوسکی قبلی را به عنوان یکی از مشهورترین اشعار او تحسین کرد.
گسترده‌ترین اثر نوروید، ویدا میکوم، که بین سال‌های ۱۸۵۸ و ۱۸۶۵ نوشته شد، برای اولین بار یک قرن پس از مرگ او منتشر شد. برخی از آثار نوروید توسط والتر ویپل و دانوتا بورچارد در ایالات متحده آمریکا و توسط یرژی پیترکیویچ و آدام چرنیاوسکی در بریتانیا به انگلیسی ترجمه شده‌است. تعدادی نیز به زبان‌های دیگر ترجمه شده‌اند، مانند بنگالی فرانسوی آلمانی ایتالیایی روسی اسلواکی و اوکراینی.
از ماه مه ۲۰۲۴، یک نسخه‌ی امضا شده از Vade-mecum در یک نمایشگاه دائمی در کاخ مشترک‌المنافع به نمایش گذاشته می‌شود. همچنین دو آلبوم Orbis I و Orbis II نیز به نمایش گذاشته شده‌اند که آثار اصلی نورویید و نسخه‌هایی از آثار، در قالب‌های مختلف را شامل می‌شوند، علاوه بر یادداشت‌های دست‌نویس، برش‌های مجله و عکس‌هاهم هستند.